# Deflessione (fisica)

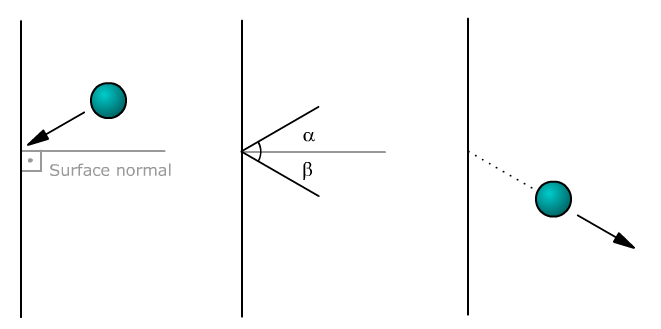
La deflessione avviene quando un oggetto colpisce una superficie piana

In fisica la deflessione è l'evento in cui un oggetto collide e rimbalza contro una superficie piana.
La deflessione magnetica si riferisce alle forze di Lorentz che agiscono su una particella carica che si muove in un campo magnetico.
L'efficienza deflessiva di un oggetto non può mai uguagliare o superare il 100%. Ad esempio, uno specchio non rifletterà mai esattamente la stessa quantità di luce proiettata su di esso. Inoltre, una palla in caduta libera (che significa che su di essa non sta agendo nessuna forza diversa dalla gravità), nel colpire il suolo, non rimbalzerà mai fino al luogo in cui ha iniziato a cadere per la prima volta. Ciò è dovuto alle leggi della termodinamica, che affermano che, in ogni azione, una parte dell'energia usata in quell'azione si disperde nell'ambiente.